# Estación de Neda
Neda es una estación ferroviaria situada en el municipio español de Neda, en la provincia de La Coruña, comunidad autónoma de Galicia. Dispone de servicios de Media Distancia operados por Renfe.

## Situación ferroviaria
Se encuentra en el punto kilométrico 36,635 de la línea férrea de ancho ibérico que une Betanzos con Ferrol a 8 metros de altitud, entre las estaciones de Perlío y de Ferrol. El tramo es de vía única y está sin electrificar.

## Historia
La estación fue inaugurada el 5 de mayo de 1913 con la apertura de la línea Betanzos - Ferrol por parte del Estado que tuvo que encargarse de la construcción de la línea al quedar desiertos las diferentes subastas que se fueron celebrando. Por ello fue la Primera División Técnica y Administrativa de Ferrocarriles la que se encargó de gestionar la línea en un primer momento hasta su cesión en 1928 a la Compañía Nacional de los Ferrocarriles del Oeste, previo paso por MZOV. En 1941, con la nacionalización ferrocarril en España, la estación empezó a ser gestionada por RENFE. 
Desde el 31 de diciembre de 2004, Adif es la titular de las instalaciones ferroviarias. 
Por otra parte, el 28 de agosto de 1924 se inauguró la línea de vía métrica de tranvías de Ferrol que unía la ciudad de Ferrol con Neda. Esta línea tenía una longitud de 37,5 km, y fue clausurada el 3 de julio de 1961.

## La estación
El edificio de viajeros de la estación de Neda es una estructura de dos pisos, actualmente sin servicios ferroviarios como taquillas o aseos. Se encuentra en el sur de la villa, junto a la Ría de Ferrol. Recientemente se han recrecido los andenes de la estación, además de instalarse farolas en ellos para una mejor visibilidad. Cuenta con dos andenes laterales, a los que acceden dos vías.

## Servicios ferroviarios

### Media Distancia
Cuenta con servicios de Media Distancia que cubren el trayecto La Coruña - Ferrol a razón de una relación por sentido todos los días de la semana.
| Línea MD | Servicio | Origen/Destino | Paradas intermedias | Destino/Origen |
| -------- | -------- | -------------- | --- | -------------- |
| 5        | MD       | La Coruña      | Elviña-Universidad · El Burgo-Santiago · Betanzos-Infesta · Betanzos-Ciudad · Miño · Perbes · Puentedeume · Cabañas-Arenal · Barallobre · Perlío · Neda | Ferrol         |